# Веленики
Веленики (итал. Velenicco) насељено је место у Републици Хрватској у Истарској жупанији. Административно је у саставу Града Пореча.

## Становништво
Према последњем попису становништва из 2001. године у насељу Веленики је живео 107 становник који су живели у 27 породичних и 7 самачких домаћинстава.
Кретање броја становника по пописима 1857—2001.
| година пописа  | 1857. | 1869. | 1880. | 1890. | 1900. | 1910. | 1921. | 1931. | 1948. | 1953. | 1961. | 1971. | 1981. | 1991. | 2001. |
| бр. становника | 0     | 0     | 51    | 87    | 95    | 119   | 0     | 0     | 125   | 123   | 109   | 75    | 80    | 88    | 107   |

Напомена:У 1857, 1869, 1921. и 1931. подаци су садржани у насељу Жбандај. Од 1880. до 1910. исказивано под именом Виланић. У 1880, 1890, 1910. и 1948. исказано као део насеља.